# Fixator

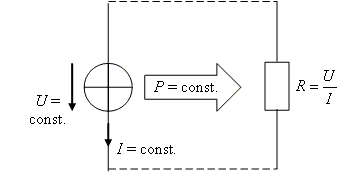
Symbol des Fixators

Als Fixator bezeichnet man in der Theorie der elektrischen Netzwerke einen Zweipol, durch den ein fester Strom (Konstantstromquelle oder Konstantstromsenke) fließt und an dem eine feste Spannung (Konstantspannungsquelle) abfällt.
Ihm sind also die Netzwerkgleichungen I = const. und U = const. eingeprägt.

Der Fixator stellt also einen Sonderfall eines Norators (beliebige Spannung und beliebiger Strom) dar und eines Nullators (U = 0 V, I = 0 A) dar.
Man kann den Fixator auch als Konstantleistungsquelle ansehen, in diesem Fall ist er mit einem Widerstand abzuschließen, an dem die Leistung P = U · I umgesetzt wird.